# كارمين جالانت
كارمين جالانت (21 فبراير 1910 - 12 يوليو 1979) كان عضوًا في المافيا الأمريكة كان رئيسا بالانابة (غير رسمي) لعائلة جريمة بونانو في مدينة نيويورك . نادرًا ما كان يُرى جالانت بدون سيجار يتدلى من فمه، مما أدى إلى لقب " السيجار " و" ليلو " (مصطلح صقلي يعني السيجار). اغتيل بأوامر من لجنة المافيا الامريكية عام 1979 أثناء تناول الطعام في أحد المطاعم.

## خلفية
ولد كاميلو كارمين جالانتي في 21 فبراير 1910 في مبنى سكني في قسم شرق هارلم في مانهاتن. والده مهاجر ، فينسينزو "جيمس" جالانتي وفينسينزا روسو، من كاستيلاماري ديل جولفو، صقلية، إلى مدينة نيويورك في عام 1906، حيث كان فينسينزو صيادًا.

قُتل جالانتي بالرصاص في فناء أحد المطاعم بينما كان السيجار لا يزال بين أسنانه.